# 小林心
小林 心（こばやし こころ、2000年9月29日 - ）は、新潟県出身のサッカー選手。Jリーグ・ベガルタ仙台所属。ポジションはフォワード（FW）。

## 来歴

### 高知ユナイテッドSC
リベルタサッカースクール新潟でサッカーを始める。
流通経済大学からプロ入りを目指したがJリーグのクラブから声はかからず、2023年当時JFLに所属していた高知ユナイテッドSCへ入団。1年目はホームセンター、2年目以降はレンタカー会社にアルバイト勤務して、クラブ専用の練習場もない環境で選手生活と両立させていた。
2023年、2024年はともにチーム得点王でJFL得点ランキングもいずれも10位タイだった。
2023年6月7日、天皇杯2回戦のガンバ大阪戦で先制点を決め、チームは2-1で勝利。ジャイアントキリング達成に貢献。
2025年2月16日のJ3リーグ開幕戦の栃木SC戦でJリーグ初出場を果たした。3月2日のFC大阪戦でJリーグ初ゴール。このゴールは高知ユナイテッドSCがJリーグ参入してからの初ゴールとなり、さらにJ3リーグ通算8000ゴールという記念のゴールとなった。翌週3月9日の第4節ツエーゲン金沢戦では2ゴールを挙げ、クラブのJリーグ初勝利に貢献した。4月20日の福島ユナイテッドFC戦でハットトリックを達成。これらの活躍により高知では史上初めてJ3リーグの4月の月間MVPを受賞。

### ベガルタ仙台
6月2日、J2・ベガルタ仙台への完全移籍が発表された。同月28日、J2第21節のジュビロ磐田との6ポイントマッチの後半アディショナルタイムに移籍後初ゴールとなる値千金の決勝点を決めて勝利に貢献した。

## プレースタイル
仙台の森山佳郎監督からは、一瞬の隙を逃さない、スピード·キレ、クロスに対して素早く詰める、こぼれ球への反応等が素晴らしいと評された。

## 人物・エピソード
- アニメ「ドラゴンボール」が好きで仙台の背番号は「59 (悟空)」、ゴールパフォーマンスのおはこは「かめはめ波」[14]。
- 仙台への移籍が決まった時はこうちいちばん、高知新聞で大きく取り上げられた[15]。
- 高知サポーターが専用の横断幕を作ったが仙台へ移籍が決まった為にお披露目が出来なかった。しかし、心の更なる成功を願う高知サポーター、その想いも汲んでサポートしたい仙台サポーターで共鳴し、高知から仙台サポーターへの“横断幕リレー”が実現[16]。

## 所属クラブ
- リベルタサッカースクール新潟

- グランセナ新潟 U-12
- グランセナ新潟 U-15
- 北越高等学校
- 流通経済大学
  - 2020年 - 2021年 流経大ドラゴンズ龍ケ崎
- 2023年 - 2025年6月  高知ユナイテッドSC
- 2025年6月 -  ベガルタ仙台

## 個人成績
| 国内大会個人成績 | 国内大会個人成績 | 国内大会個人成績 | 国内大会個人成績 | 国内大会個人成績 | 国内大会個人成績 | 国内大会個人成績 | 国内大会個人成績 | 国内大会個人成績 | 国内大会個人成績 | 国内大会個人成績 | 国内大会個人成績 |
| 年度             | クラブ           | 背番号           | リーグ           | リーグ戦         | リーグ戦         | リーグ杯         | リーグ杯         | オープン杯       | オープン杯       | 期間通算         | 期間通算         |
| 年度             | クラブ           | 背番号           | リーグ           | 出場             | 得点             | 出場             | 得点             | 出場             | 得点             | 出場             | 得点             |
| 日本             | 日本             | 日本             | 日本             | リーグ戦         | リーグ戦         | リーグ杯         | リーグ杯         | 天皇杯           | 天皇杯           | 期間通算         | 期間通算         |
| ---------------- | ---------------- | ---------------- | ---------------- | ---------------- | ---------------- | ---------------- | ---------------- | ---------------- | ---------------- | ---------------- | ---------------- |
| 2020             | 流経大D          | 26               | 関東1部          | 9                | 3                | -                | -                | -                | -                | 9                | 3                |
| 2021             | 流経大D          | 10               | 関東1部          | 22               | 4                | -                | -                | -                | -                | 22               | 4                |
| 2023             | 高知             | 26               | JFL              | 24               | 7                | -                | -                | 4                | 1                | 28               | 8                |
| 2024             | 高知             | 11               | JFL              | 29               | 8                | -                | -                | 2                | 1                | 31               | 9                |
| 2025             | 高知             | 11               | J3               | 13               | 10               | 1                | 1                | 1                | 0                | 15               | 11               |
| 2025             | 仙台             | 59               | J2               |                  |                  | -                | -                | -                | -                |                  |                  |
| 通算             | 日本             | 日本             | J2               |                  |                  | -                | -                | -                | -                |                  |                  |
| 通算             | 日本             | 日本             | J3               | 13               | 10               | 1                | 1                | 1                | 0                | 15               | 11               |
| 通算             | 日本             | 日本             | JFL              | 53               | 15               | -                | -                | 6                | 2                | 59               | 17               |
| 通算             | 日本             | 日本             | 関東1部          | 31               | 7                | -                | -                | -                | -                | 31               | 7                |
| 総通算           | 総通算           | 総通算           | 総通算           | 97               | 32               | 1                | 1                | 7                | 2                | 105              | 35               |

その他の公式戦
- 2024年
  - J3・JFL入れ替え戦：2試合0得点

出場歴
- Jリーグ初出場：2025年2月16日 J3第1節 栃木SC戦（カンセキスタジアムとちぎ）
- Jリーグ初得点：2025年3月2日 J3第3節 FC大阪戦（高知県立春野総合運動公園陸上競技場）

## タイトル
クラブ
- 高知県サッカー選手権大会（2023年 - 2025年）

個人
- 2025明治安田Jリーグ KONAMI月間MVP（4月度）